# Hydnellum cristatum
Hydnellum cristatum är en svampart som först beskrevs av Giacopo Bresàdola, och fick sitt nu gällande namn av Stalpers 1993. Hydnellum cristatum ingår i släktet korktaggsvampar och familjen Bankeraceae.   Inga underarter finns listade i Catalogue of Life.

## Bildgalleri

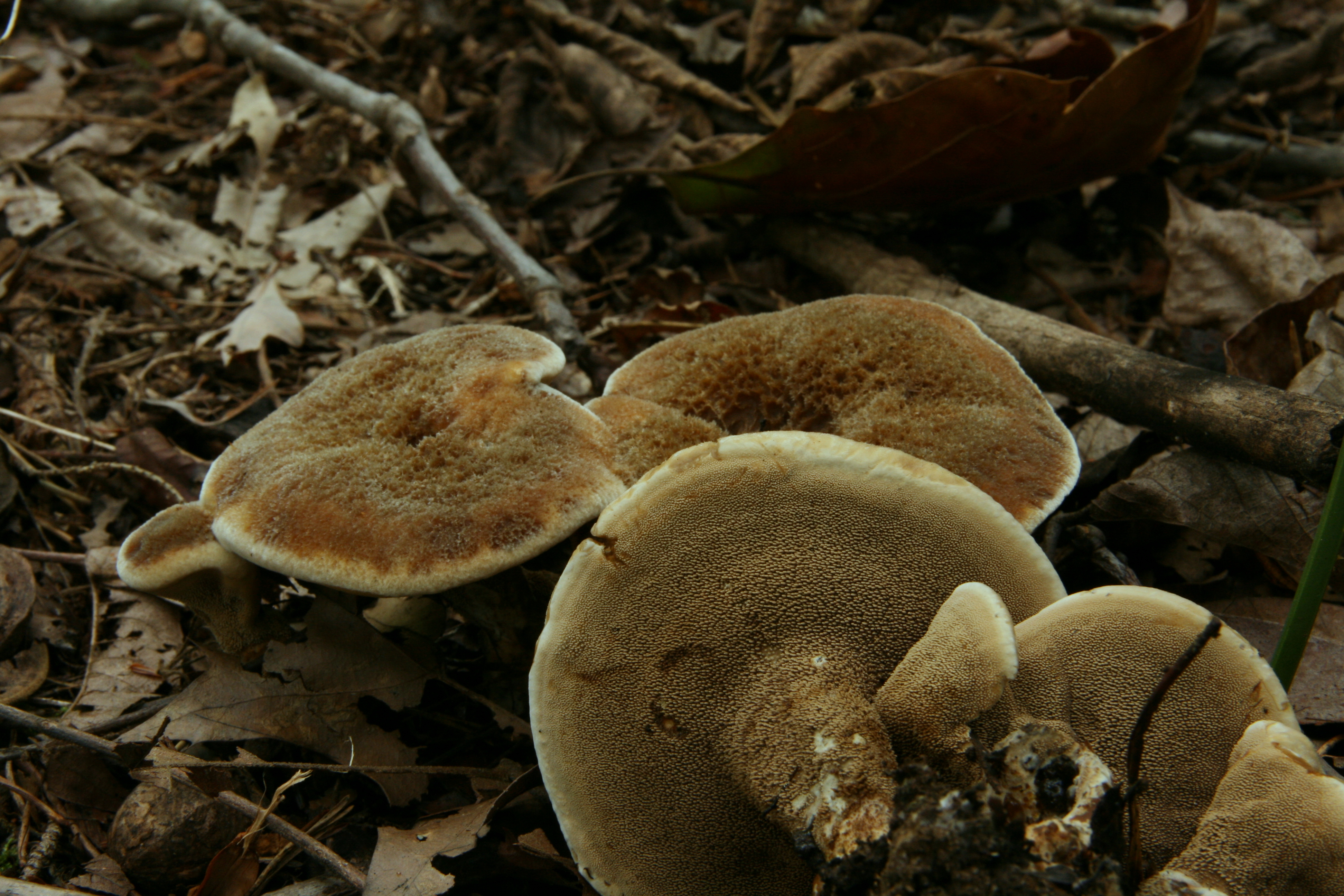